# مايكل ديفيس (لاعب كرة قدم أمريكية)
مايكل ديفيس (بالإنجليزية: Michael Davis)‏ هو لاعب كرة قدم أمريكية أمريكي، ولد في 6 يناير 1995 في غلينديل في الولايات المتحدة.

## وصلات خارجية
- مايكل ديفيس على موقع مرجع كرة القدم المحترفة.كوم (الإنجليزية)